# 天津市耀华中学泰达学校
天津市耀华中学泰达学校，位于天津市滨海新区经济技术开发区东部片区，是天津市耀华中学与天津市经济技术开发区合作建立的公办九年一贯制学校，规划占地3.297万平方米，可容纳54个教学班，拟于2027年正式开学，将成为天津市耀华中学教育集团成员。

## 历史
2025年3月28日，天津经济技术开发区企业服务局、天津市滨海新区泰达街道办事处与天津市耀华中学正式签署《天津市耀华中学泰达学校合作办学协议》。